# Pete Mickeal
Fenton Pete Mickeal (ur. 22 lutego 1978 w Rock Island) – amerykański koszykarz, występujący na pozycji skrzydłowego.
W 2000 przystąpił do trzech draftów. Do NBA został wybrany z ostatnim numerem (58) przez klub Dallas Mavericks, który to wybór zespół otrzymał od Los Angeles Lakers. W trakcie letniej ligi Shawa reprezentował New York Knicks. Do ligi CBA został wybrany przez Rockford Lightning z numerem 7, natomiast do IBL przez Las Vegas Silver Bandits z numerem 13. We wrześniu 2000 roku przebywał we Francji na testach w drużynie ze Strasburga, a miesiąc później w New York Knicks. W obu zespołach nie rozegrał ani jednego meczu sezonu regularnego.
W maju 2002 zaliczył sparingi z Philadelphia 76ers, a w lipcu z Houston Rockets.
W styczniu 2003 zaliczył epizod w zespole Houston Rockets, nie rozegrał dla nich żadnego spotkania sezonu zasadniczego. W 2004 roku rozegrał 3 spotkania w barwach Orlando Magic, podczas letniej ligi NBA w Orlando.

## Osiągnięcia
Na podstawie, o ile nie zaznaczono inaczej.
NCAA
- 2-krotny uczestnik turnieju NCAA (1999, 2000)
- 2-krotny mistrz sezonu zasadniczego konferencji American (1999, 2000)
- Zaliczony do:
  - I składu:
    - konferencji USA (1999, 2000)
    - turnieju:
      - konferencji USA (1999)
      - Great Alaska Shootout (1999)

  - składu honorable mention All-American (2000 przez Associated Press)[1]
- Lider konferencji USA w skuteczności rzutów z gry (58,3% – 1999)[5]

Drużynowe
- Mistrz:
  - Euroligi (2010)
  - Hiszpanii (2008, 2011, 2012)
  - ABA (2002)
- Wicemistrz:
  - Eurocup (2005)
  - Hiszpanii (2009, 2010)
- Zdobywca:
  - Pucharu Hiszpanii (2009, 2010, 2013)
  - Superpucharu Hiszpanii (2008, 2009, 2010, 2011, 2012)
- 2. miejsce w:
  - Pucharze Hiszpanii (2008, 2012)
  - Superpucharze Hiszpanii (2012)

Indywidualne
- MVP:
  - ABA (2002)
  - finałów:
    - ABA (2002)
    - ACB (2008)

  - Pucharu Hiszpanii (2013)
  - miesiąca:
    - Euroligi (listopad 2009)
    - ACB (listopad, grudzień – 2005, marzec – 2006)

  - kolejki:
    - Eurocup (11, 14, 16, – 2004/05)
    - ACB (9, 10, 14, 25, 30, 33 – 2005/06, 22 – 2008/09)
- Zaliczony do I składu ligi greckiej (2005)
- Uczestnik meczu gwiazd ligi:
  - greckiej (2004, 2005)
  - wenezuelskiej (2015)[1]
- Lider strzelców ligi greckiej (2004)

Reprezentacja
- Mistrz Uniwersjady (1999)[6]